# Samuel Taylor (hockey sur gazon)
Pour les articles homonymes, voir Samuel Taylor (homonymie).
Samuel Taylor né le 12 juillet 2001, est un joueur britannique de hockey sur gazon. Il évolue au poste de défenseur au University of Exeter HC et avec les équipes nationales anglaise et britannique.

## Carrière
- Équipe nationale U21 en 2022.
- Il a débuté en équipe nationale première le 5 février 2022 avec l'Angleterre contre l'Espagne à Valence lors de la Ligue professionnelle 2021-2022[2].